# ادوات محاصره

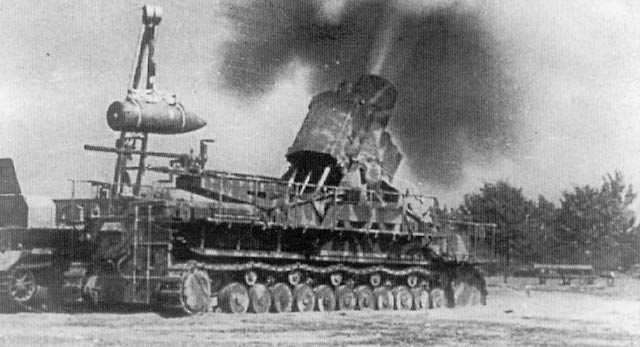
خمپاره انداز فوق سنگین کارل گراث در جنگ جهانی دوم

ابزارهای محاصره (شهربند) ابزارهایی هستند که زمان محاصره نظامی برای درهم شکستن دیوار شهرها، حصار قلعه‌ها و دیگر انواع باروها بدست ارتش مهاجم به کار می‌روند. از عصر باستان ابزارهای محاصره با بهره‌گیری از مزیت مکانیکی در برابر دیوارها به کار گرفته می‌شدند. در این دوره برخی از ابزارها از کناره و نزدیک دیوار به آن ضربه می‌زده‌اند نظیر دژکوب و برخی دیگر از دور قطعات سنگ و دیگر توده ها را پرتاب می‌کرده‌اند مانند منجنیق. راه‌های دیگر غلبه بر دیوار سوزاندن آن، احداث دالان در زیر آن‌ها برای ورود به درون شهر یا تخریب دیوار و نیز استفاده از نردبان برای بالا رفتن از آن بوده‌است.

## تاریخچه

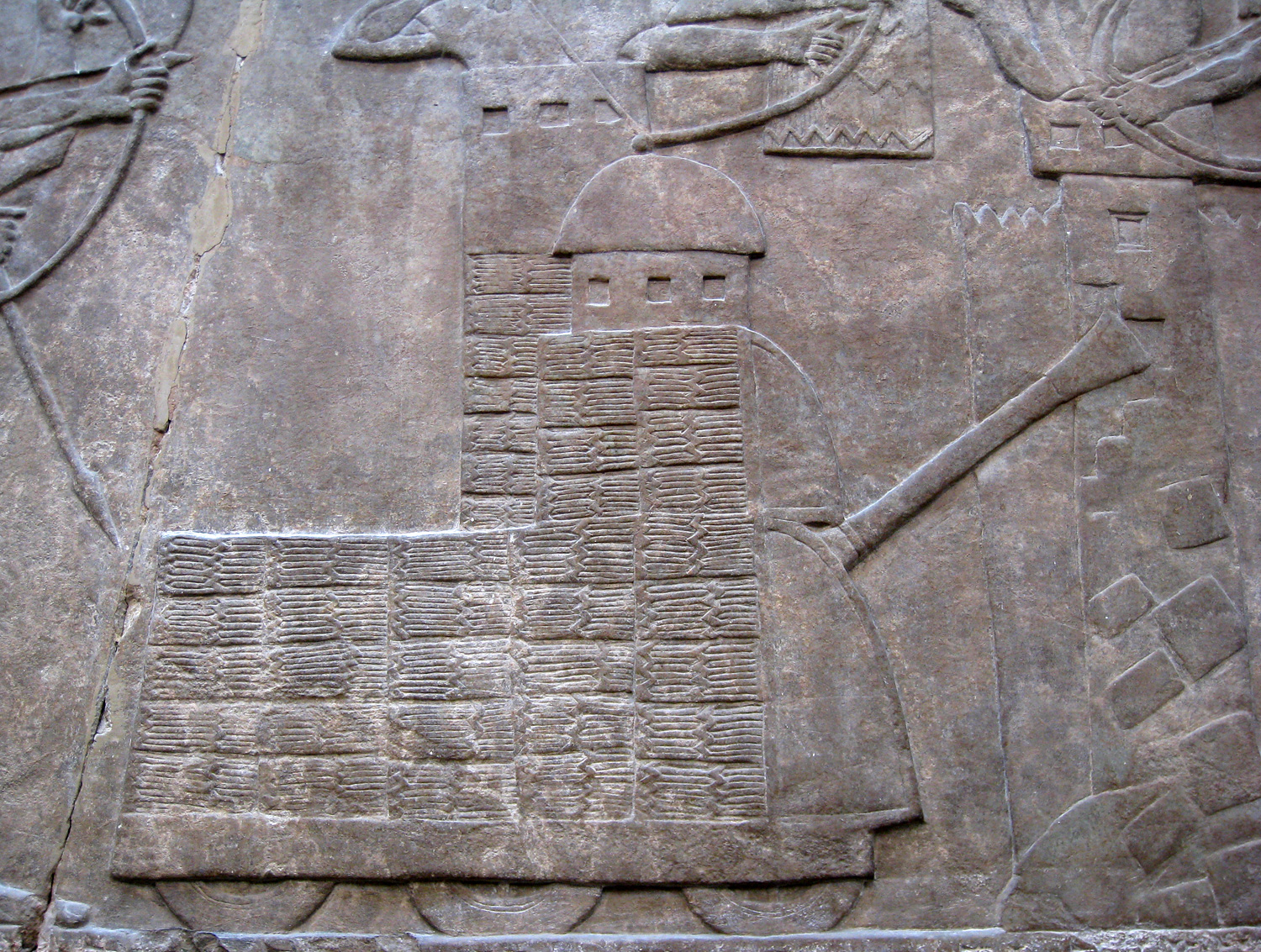
یک دژکوپ آشوری برای حمله به شهرها

نخستین ابزارهای محاصره شامل برج متحرک و دژکوب‌ها توسط آشوریان در سده نهم پیش از میلاد استفاده شد و نخستین منجنیق در یونان باستان توسط دیونیسوس یکم سیراکوس در ۳۹۹ پیش از میلاد ابداع شد. فنیقی‌ها نیز از نوعی شعله‌افکن استفاده می‌کردند. فیلیپ مقدونی و اسکندر مقدونی کاربرد ابزارهای محاصره را توسعه دادند. رومی‌ها در اواخر دوره جمهوری روم و در دوره امپراتوری روم، خرکمان و منجنیق رومی را توسعه دادند. از سوی دیگر اسناد چینی نشان می‌دهد که ابزارهای محاصره نظیر خرکمان و برج‌های محاصره را در دوره بهار و پاییز (۷۷۱ تا ۴۷۶ پیش از میلاد) و دوره ایالت‌های جنگ‌طلب (۴۷۶ تا ۲۲۱ پیش از میلاد) بسیار توسعه دادند. آنها، نخستین بار کشکنجیر کششی را در سده سوم پیش از میلاد و سپس کشکنجیر تعادلی را ابداع کردند، که بعداً در بقیه آسیا و اروپا به کار گرفته شد. همچنین، نخستین کاربرد باروت در محاصره نظامی به محاصره دائن در سال ۱۱۳۲ میلادی مربوط می‌شود. تیمور در لشکرکشی‌های خود زیر دیوارها نقب زده و با استفاده از باروت آن‌ها را منفجر می‌کرد.

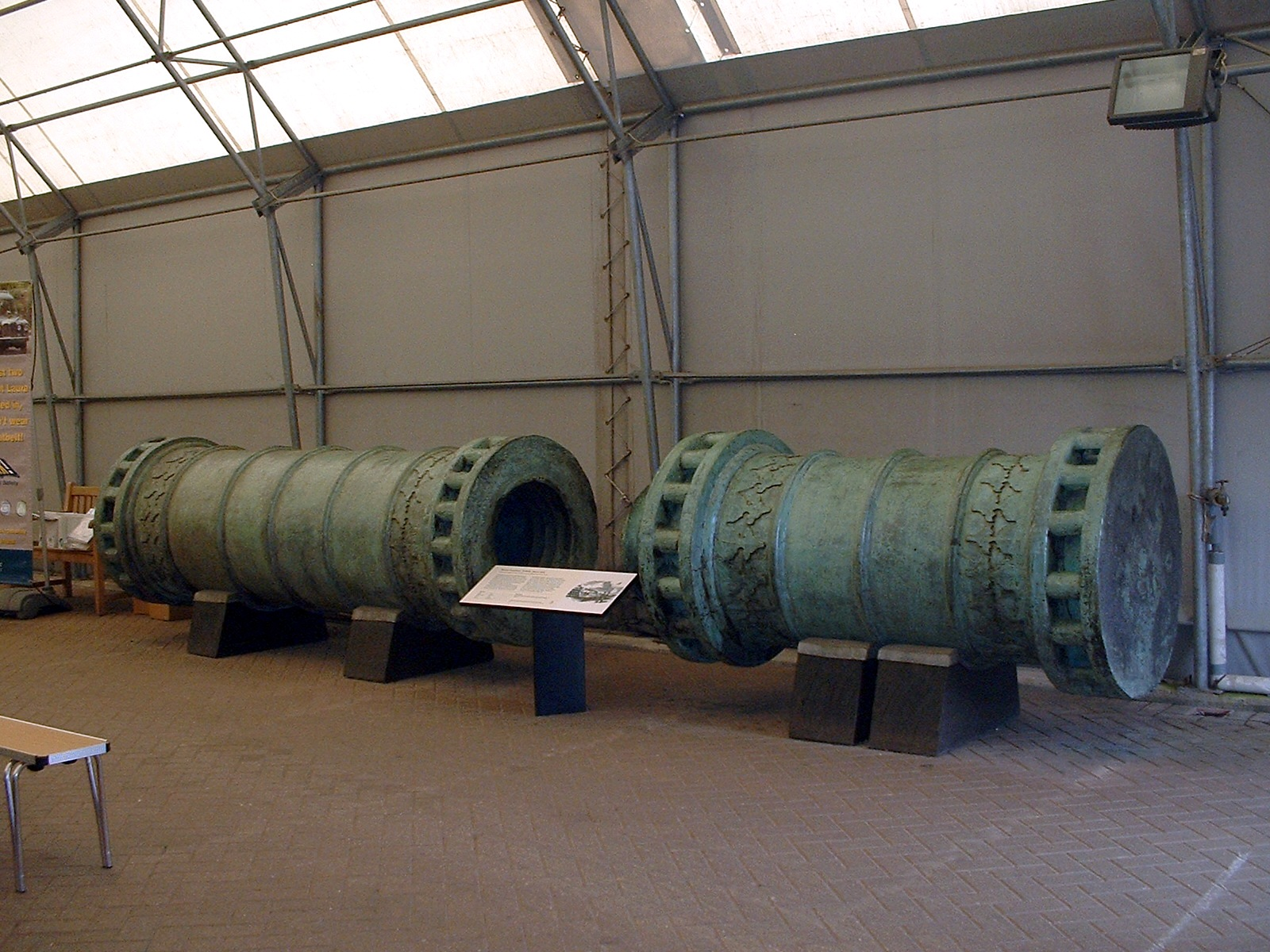
توپخانه سنگین امپراتوری عثمانی که در ۱۴۶۴ میلادی برای حفاظت از تنگه داردانل ساخته شد.

با اختراع باروت و بهبود فن متالورژی از توپ به عنوان ابزار محاصره استفاده شد. در این دوره، نخست از توپ و تفنگ شمخال و سپس از خمپاره‌انداز برای تخریب دیوارها استفاده شد. نخستین کاربرد بمباران دیوار شهر با توپخانه سنگین را در سقوط قسطنطنیه در سال ۱۴۵۳ میلادی ذکر می‌کنند. همچنین از ابزارهای انفجاری نظیر پتارد برای تخریب دیوارها بهره گرفته شد. در خلال جنگ جهانی اول و جنگ جهانی دوم توپخانه به اوج تکامل خود رسید و از ادواتی همچون توپ صحرایی و هویتزر استفاده شد. امروزه با رواج استفاده از موشک کروز و بمباران هوایی، عملاً دیوارهای دفاعی و ادوات محاصره کاربردش را از دست داده‌است و تنها مورد قابل استفاده از ابزارهای محاصره، علیه پناهگاه‌هایی است که در عمق زمین احداث می‌شود.